# 加太駅 (三重県)
加太駅（かぶとえき）は、三重県亀山市加太市場にある、西日本旅客鉄道（JR西日本）関西本線の駅である。

## 歴史
- 1896年（明治29年）9月21日：関西鉄道の駅（一般駅）として、関駅 - 柘植駅間に新設開業[4][5]。
- 1907年（明治40年）10月1日：関西鉄道が国有化[4]。官営鉄道の駅となる。
- 1909年（明治42年）10月12日：線路名称制定により、関西本線所属となる[6]。
- 1936年（昭和11年）：駅舎竣工[5][7][8]。
- 1962年（昭和37年）10月1日：貨物営業廃止（旅客駅となる）[4]。
- 1983年（昭和58年）4月1日：駅員無配置駅となる[8][9]。
- 1987年（昭和62年）4月1日：国鉄分割民営化に伴い、西日本旅客鉄道の駅となる[4]。
- 2019年（令和元年）7月：亀山市が年度末に駅舎をJR西日本から無償で譲り受け、市有財産として改修・整備することを発表[10][11]。翌年、亀山市が取得[5][7]。
- 2021年（令和3年）
  - 3月13日：ICカード「ICOCA」の利用が可能となる[12]。
  - 7月1日：亀山鉄道部を廃止。乗務員区所はかめやま運転区に、車両基地は吹田総合車両所京都支所亀山派出所に、輸送指令は亀山指令所にそれぞれ改組。
- 2022年（令和4年）4月1日：駅舎改修工事が完了、供用を開始[5][7][13]。

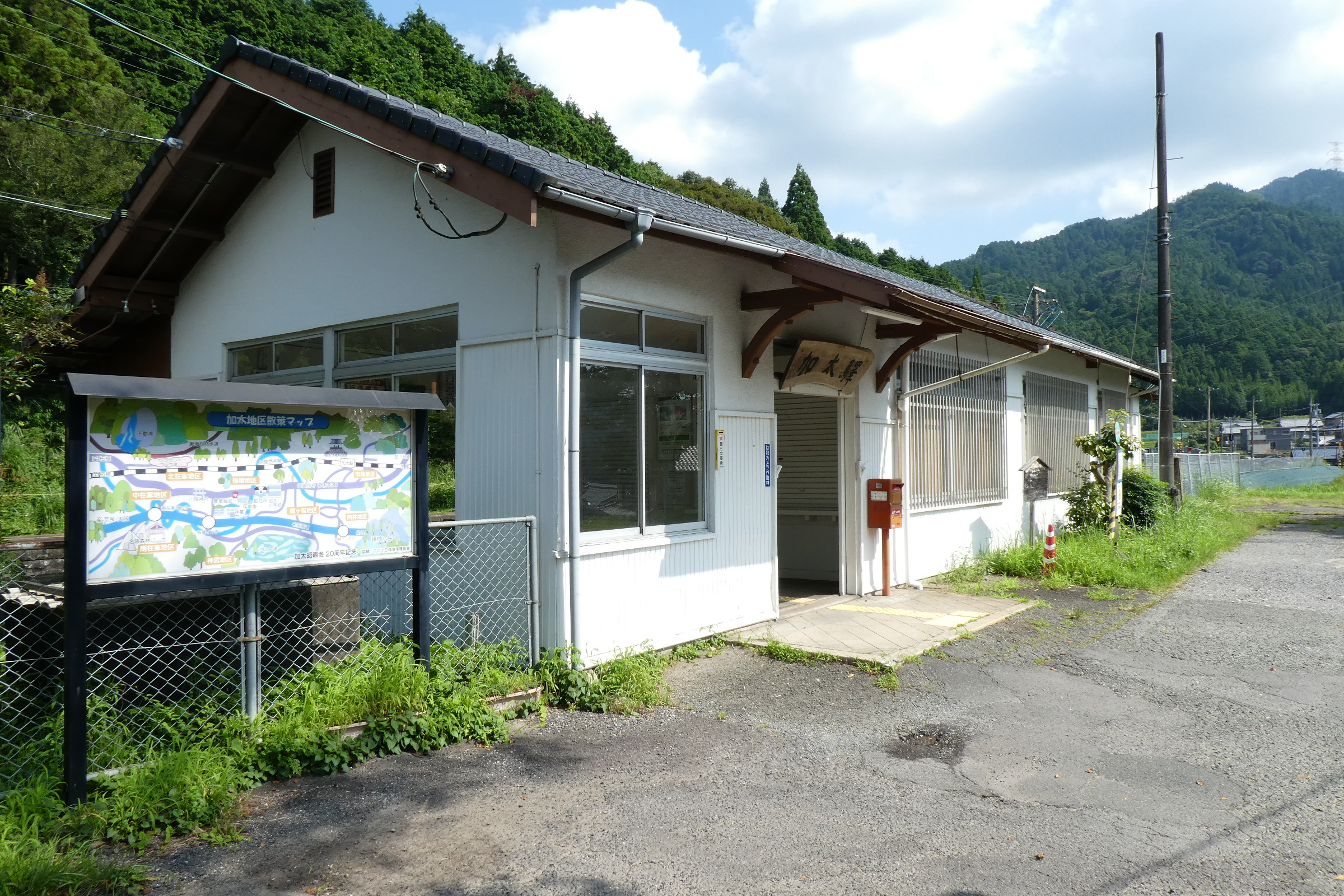
改修前の駅舎（2019年7月）
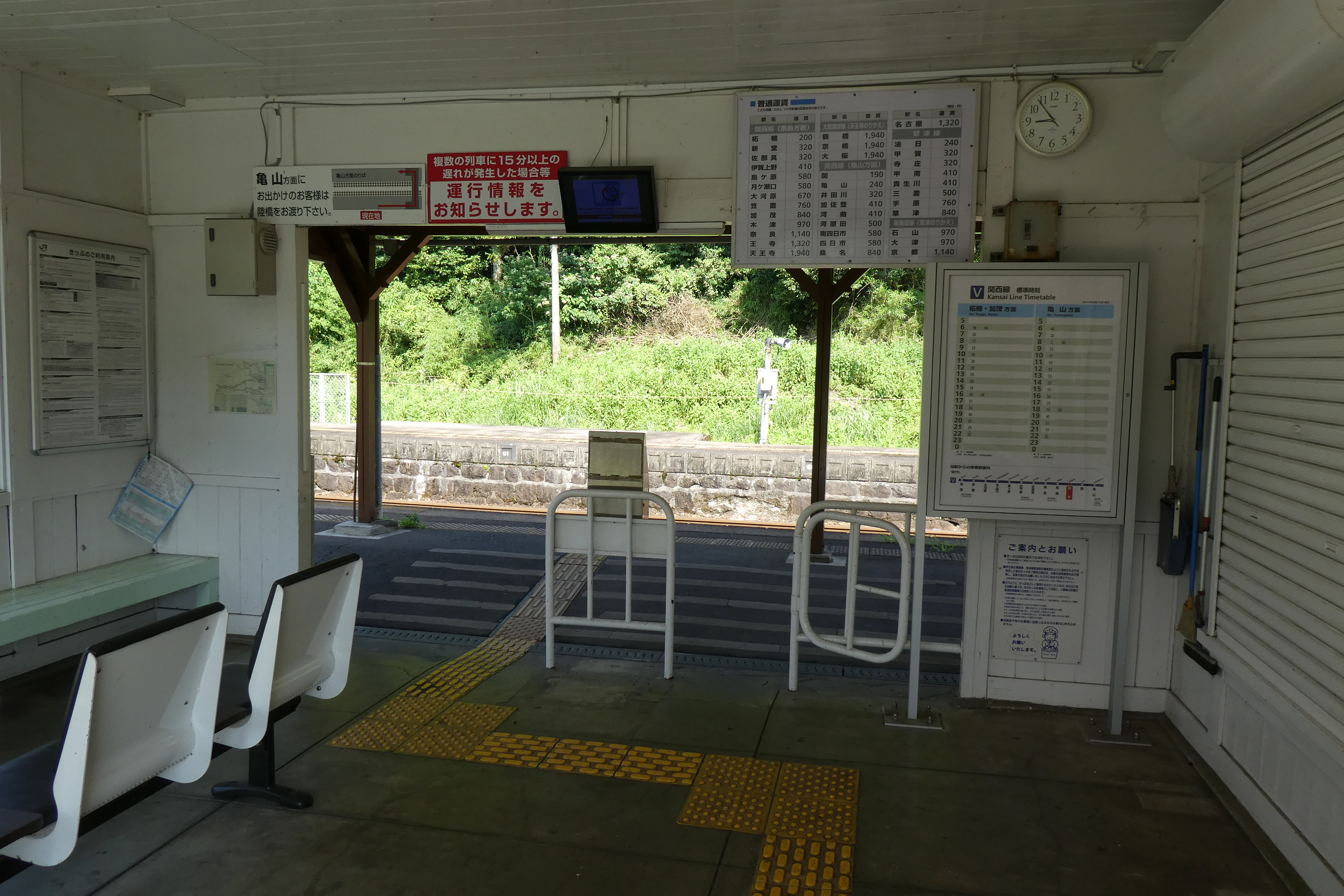
駅舎内待合室（2019年7月）
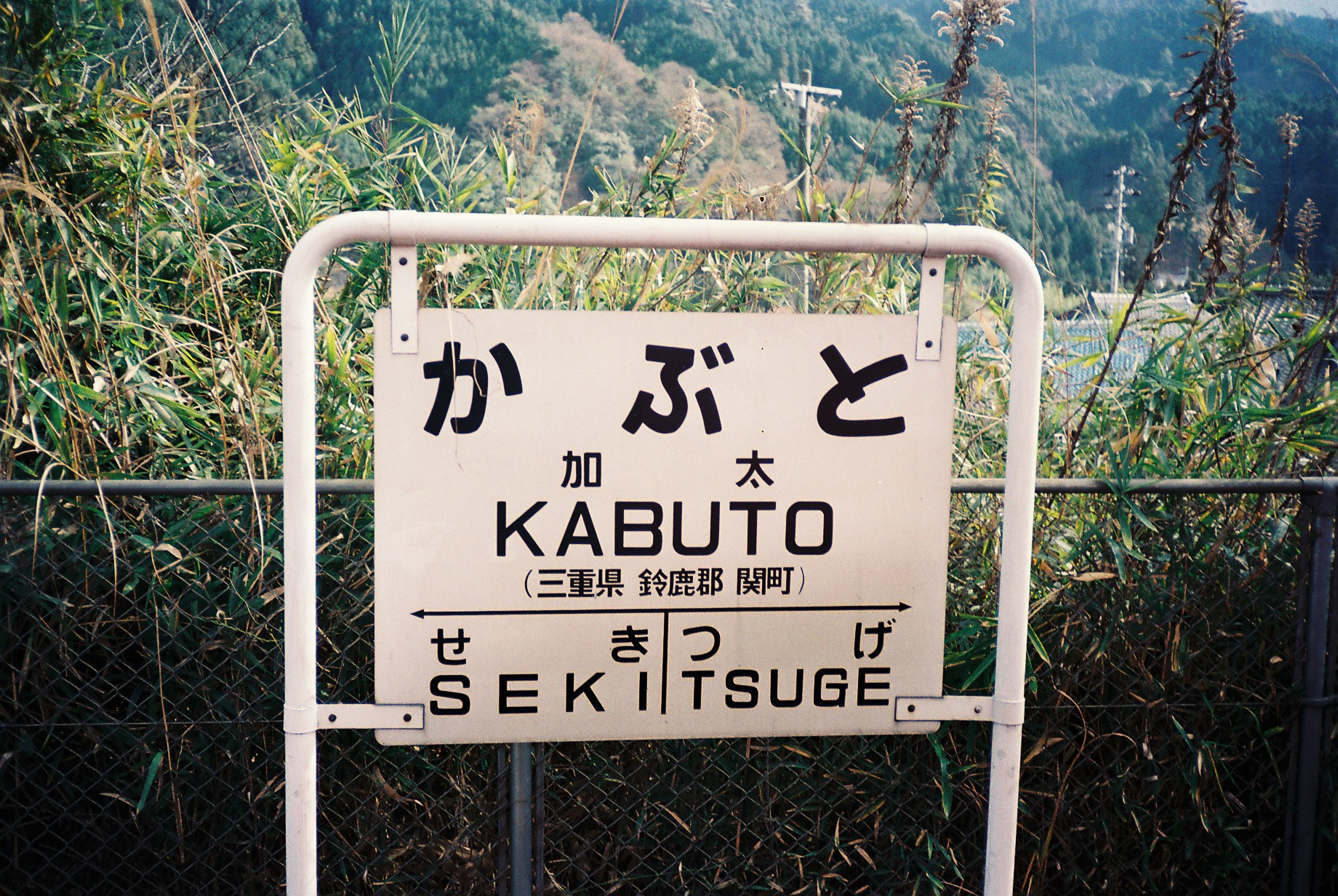
駅名標（1986年12月）

## 駅構造
相対式ホーム2面2線を有し、列車交換が可能な地上駅である。元は2面3線であった。場内・出発の各信号機とも一方向のみの設置のため、逆線入線はできない。駅舎は加茂方面行ホーム側にあり、亀山方面行ホームへは無蓋跨線橋にて連絡している。
関西本線の非電化区間では関駅とともに終日完全無人駅となっており、自動券売機は設置されていない。
2022年に改修された駅舎には、待合室のほかに旧事務室を利用した「加太サロン」（展示コーナーなど）を設置している。これは、地域の交流拠点として整備されたものである。

### のりば
| ホーム | 路線     | 方向 | 行先           |
| ------ | -------- | ---- | -------------- |
| 駅舎側 | 関西本線 | 下り | 柘植・加茂方面 |
| 反対側 | 関西本線 | 上り | 亀山方面       |

※案内上ののりば番号は割り当てられていない。

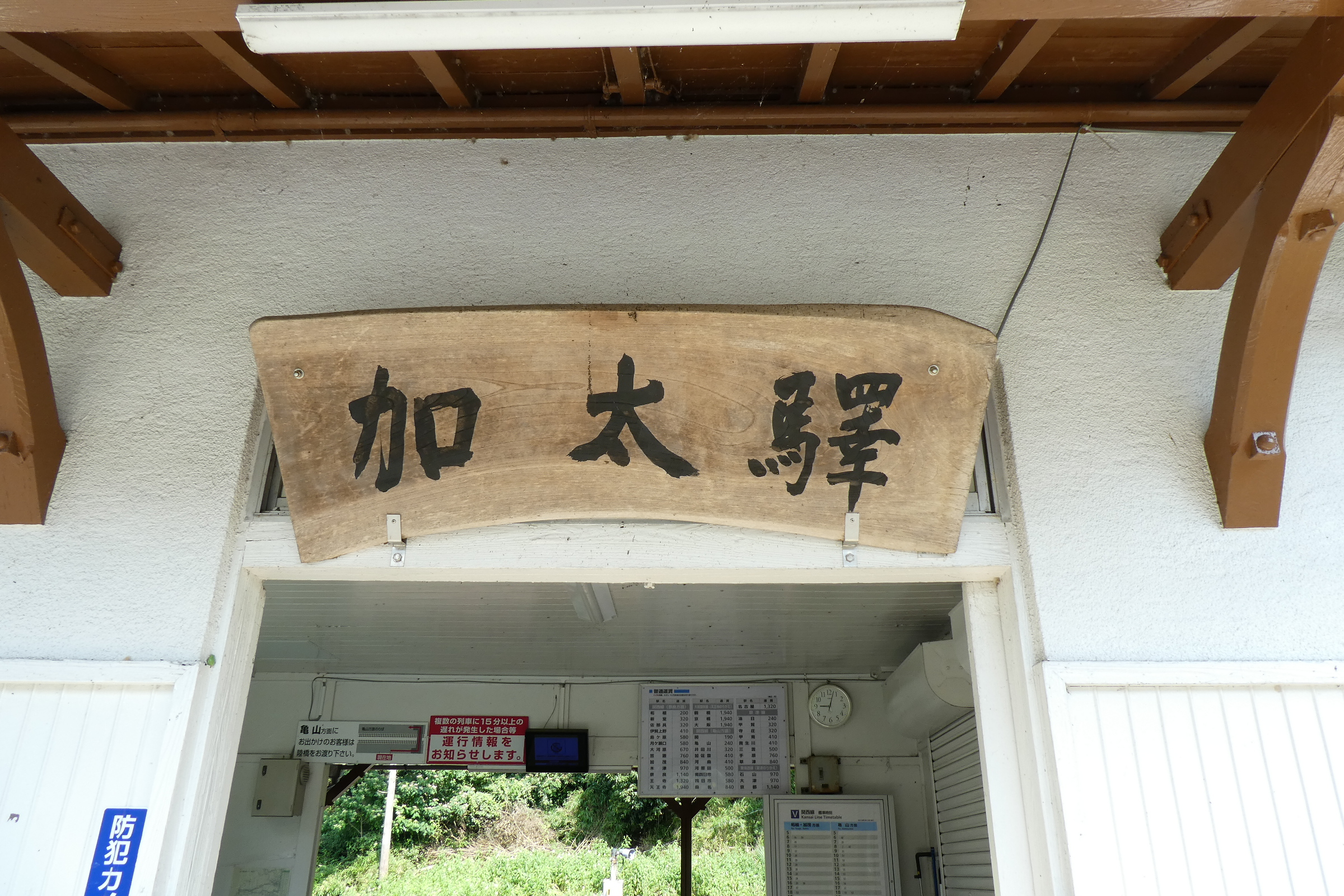
寄贈された木製の看板（駅舎改修後もそのまま使用）
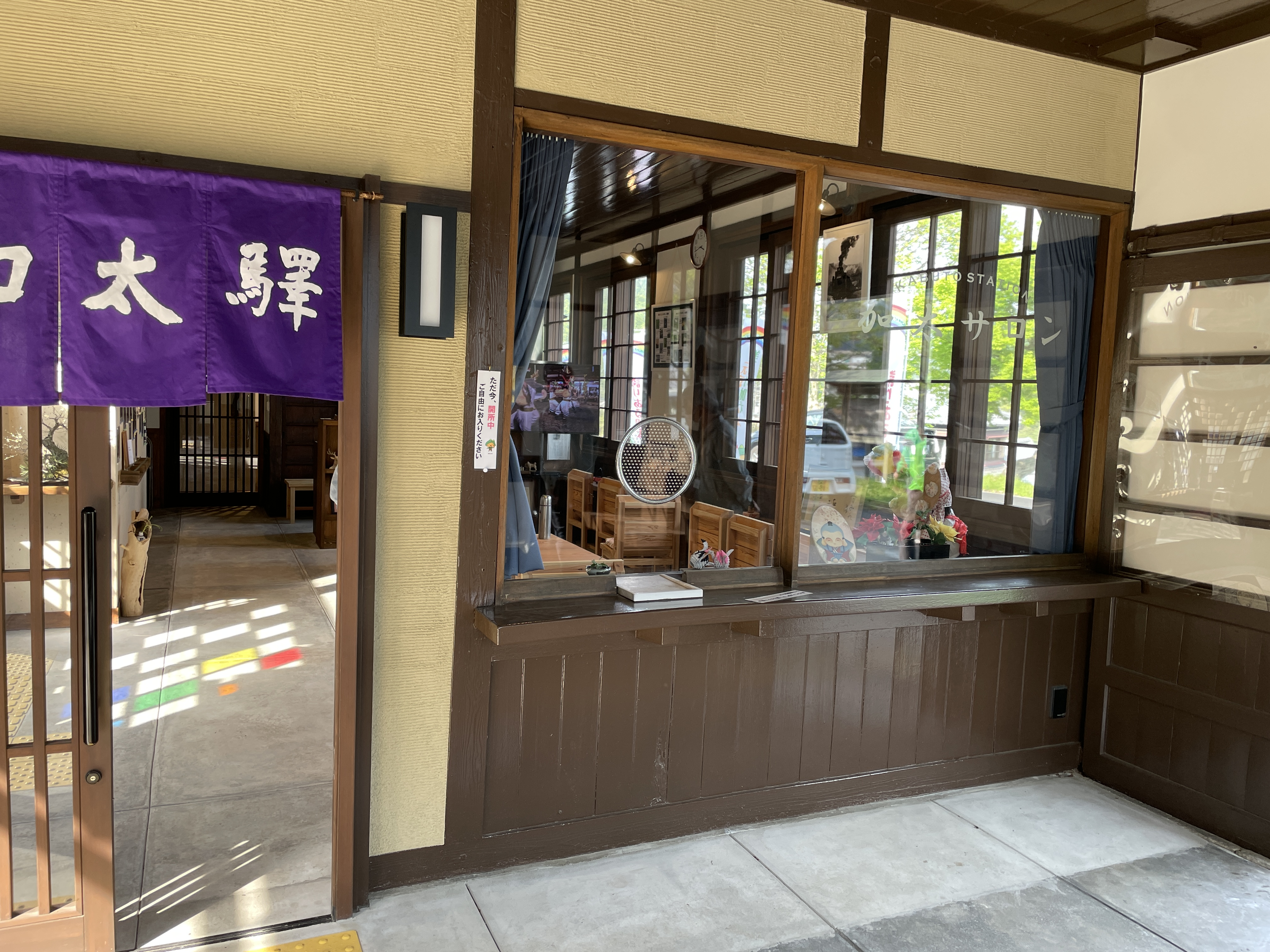
窓口（2022年4月、加太サロンに併設）
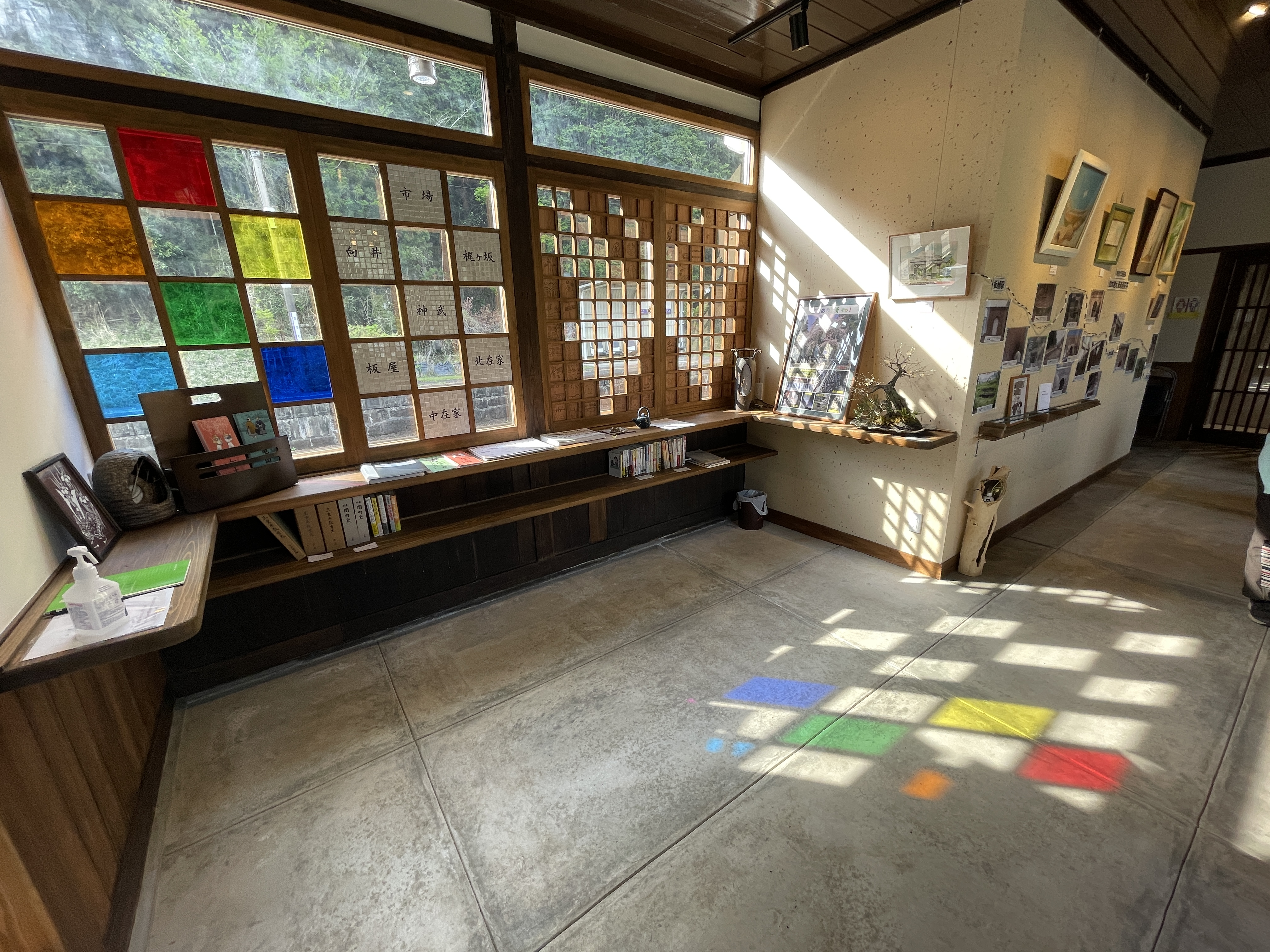
加太サロン（2022年4月）
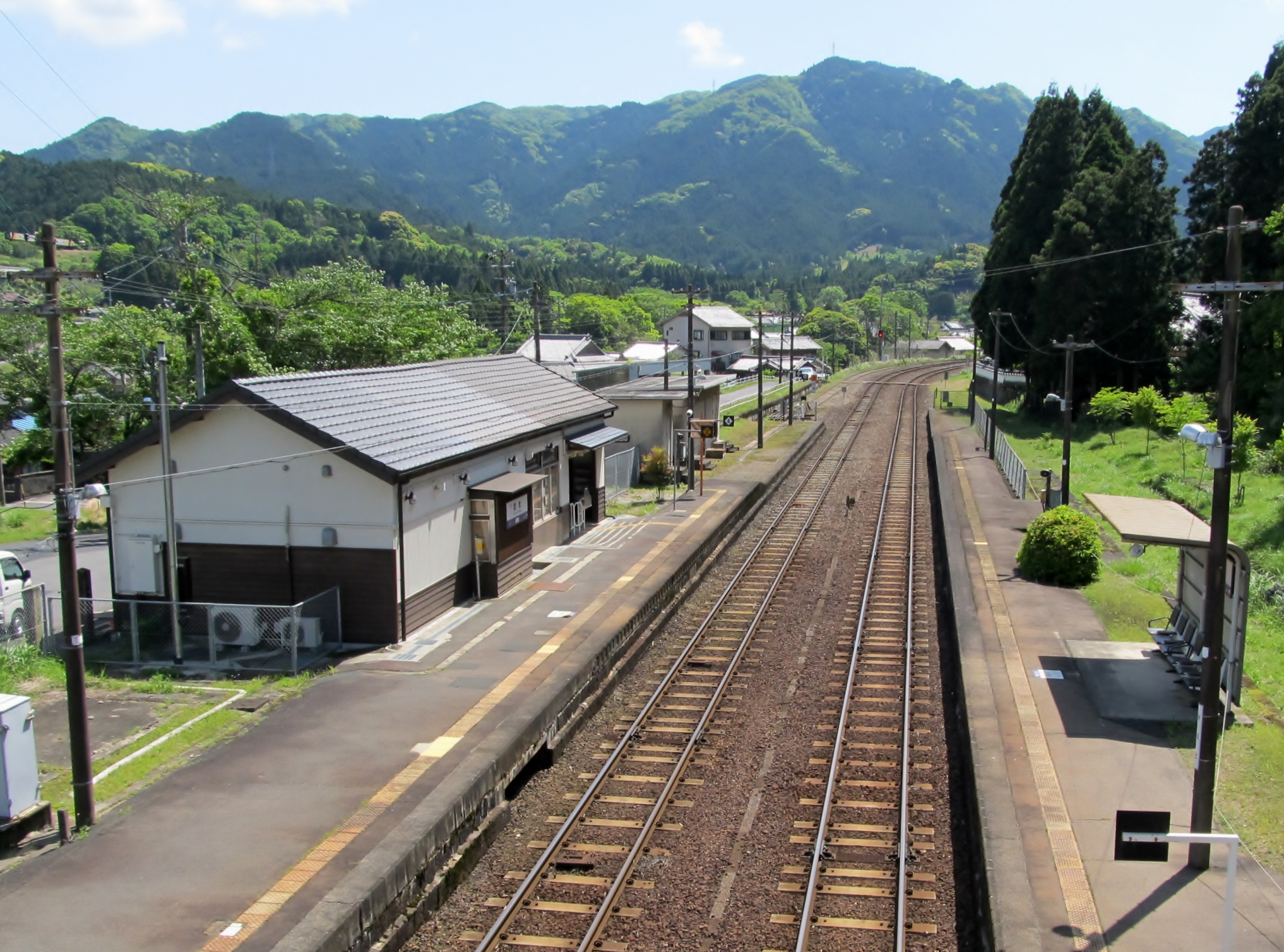
駅構内（2024年5月）
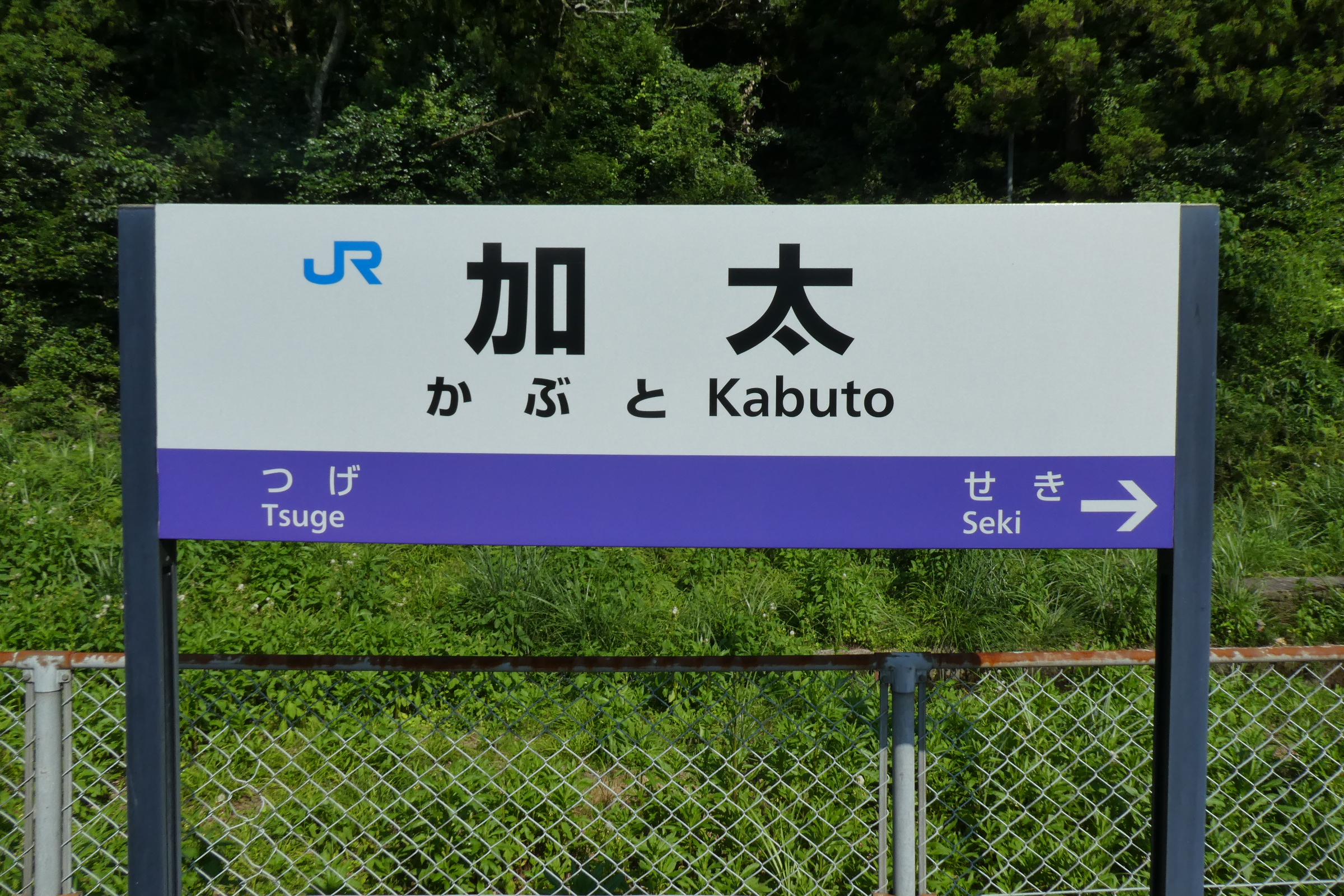
駅名標（2019年7月）

## 利用状況
JR西日本の移動等円滑化取組報告書によれば、2023年度の1日当たりの利用者数は82人。「三重県統計書」によると、1日の平均乗車人員は以下の通りである。
| 年度   | 一日平均 乗車人員 |
| ------ | ----------------- |
| 1997年 | 121               |
| 1998年 | 119               |
| 1999年 | 109               |
| 2000年 | 106               |
| 2001年 | 99                |
| 2002年 | 99                |
| 2003年 | 97                |
| 2004年 | 85                |
| 2005年 | 88                |
| 2006年 | 85                |
| 2007年 | 80                |
| 2008年 | 71                |
| 2009年 | 62                |
| 2010年 | 62                |
| 2011年 | 66                |
| 2012年 | 67                |
| 2013年 | 71                |
| 2014年 | 67                |
| 2015年 | 63                |
| 2016年 | 64                |
| 2017年 | 63                |
| 2018年 | 53                |
| 2019年 | 48                |

## 駅周辺
亀山市加太地区の中心地の北側に位置する。城跡は駅北側、国道（旧道）・加太川・名阪国道は駅南側にあるが、名阪国道は駅から少し離れた所を通る。
- 鹿伏兎（）城跡[18]
- 神福寺
- 向井聴川寺
- 名阪国道向井IC
- 国道25号（旧道・非名阪）
- 加太川

## バス路線

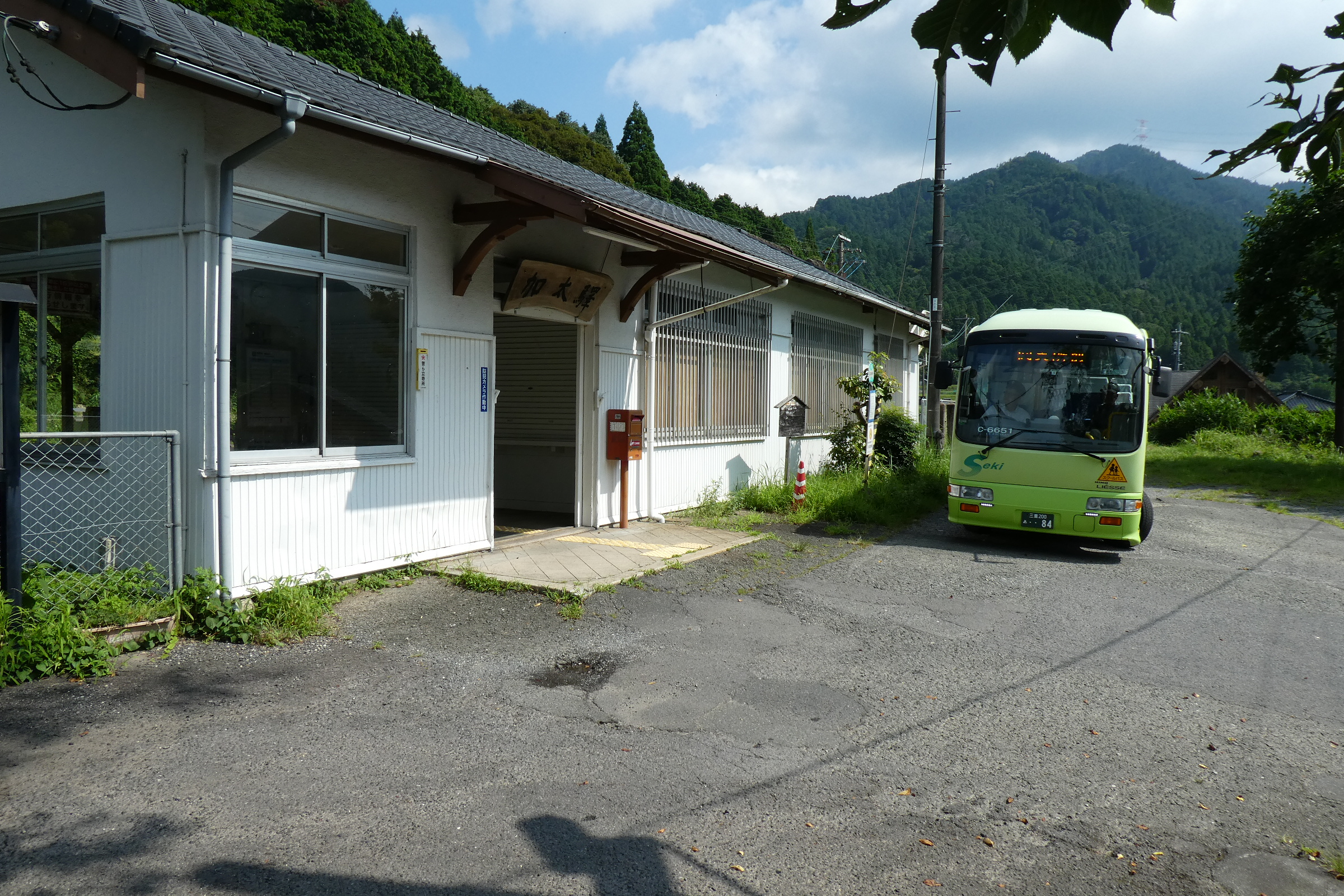
改修前の駅舎と加太地区福祉バス（2019年7月）

駅舎の前に「加太駅前」停留所があり、下記の路線が発着する。
亀山市コミュニティバス
- 加太地区福祉バス
  - 関支所前（※午前1便のみ） / 中在家車庫

（※平日のみ運行。ただし、年末年始期間（12月30日 - 翌年1月3日）は全便運休）

## 隣の駅
西日本旅客鉄道（JR西日本）
 関西本線
関駅 - 加太駅 - 柘植駅

### 「かぶと」と読む他の駅
- 兜駅 - 阿武隈急行線の駅。
- 甲駅 - かつてのと鉄道能登線にあった駅（2005年廃止）。